# 4085 Weir
Weir (asteroide 4085) é um asteroide da cintura principal, a 2,3196926 UA. Possui uma excentricidade de 0,1097337 e um período orbital de 1 536,25 dias (4,21 anos).
Weir tem uma velocidade orbital média de 18,45174711 km/s e uma inclinação de 14,22908º.
Este asteroide foi descoberto em 13 de Maio de 1985 por Carolyn Shoemaker.